# Catalonien Rundt 2019
Catalonien Rundt 2019 var den 99. udgave af cykelløbet Catalonien Rundt. Det catalanske etapeløb var det niende arrangement på UCI's World Tour-kalender i 2019 og blev arrangeret mellem 25. og 31. marts 2019. Den samlede vinder af løbet blev colombianske Miguel Ángel López fra Astana Pro Team.

## Hold og ryttere
| UCI WorldTeams (18)- AG2R La Mondiale - Groupama-FDJ - Movistar Team - Lotto Soudal - Deceuninck-Quick Step - Sky - Bora-hansgrohe - Mitchelton-Scott - Astana - Bahrain-Merida - Team Sunweb - Team Jumbo-Visma - UAE Team Emirates - Trek-Segafredo - EF Education First - Katusha-Alpecin - Dimension Data - CCC Team UCI Professionelle kontinentalthold (7)- Caja Rural-Seguros RGA - Cofidis, Solutions Crédits - Euskadi Basque Country-Murias - Roompot-Charles - Arkéa-Samsic - Wanty-Groupe Gobert - Burgos-BH |
| |

### Danske ryttere
- Jonas Gregaard kørte for Astana Pro Team
- Niklas Eg kørte for Trek-Segafredo
- Jesper Hansen kørte for Cofidis

## Etaperne
| Etape    | Dato     | Start – Mål                          | type              | Afstand (km) | Etapevinder           | Førende rytter     |
| -------- | -------- | ------------------------------------ | ----------------- | ------------ | --------------------- | ------------------ |
| 1. etape | 25. mar. | Calella – Calella                    | middel bjergetape | 164          | Thomas De Gendt       | Thomas De Gendt    |
| 2. etape | 26. mar. | Mataró – Sant Feliu de Guíxols       | kuperet etape     | 166,7        | Michael Matthews      | Thomas De Gendt    |
| 3. etape | 27. mar. | Sant Feliu de Guíxols – Vallter 2000 | bjergetape        | 179          | Adam Yates            | Thomas De Gendt    |
| 4. etape | 28. mar. | Llanars – La Molina                  | bjergetape        | 150,3        | Miguel Ángel López    | Miguel Ángel López |
| 5. etape | 29. mar. | Puigcerdà – Sant Cugat del Vallès    | kuperet etape     | 188,1        | Maximilian Schachmann | Miguel Ángel López |
| 6. etape | 30. mar. | Valls – Vila-seca                    | middel bjergetape | 169,1        | Michael Matthews      | Miguel Ángel López |
| 7. etape | 31. mar. | Barcelona – Barcelona                | middel bjergetape | 143,1        | Davide Formolo        | Miguel Ángel López |

### 1. etape
| \| Etaperesultat \| Etaperesultat \| Etaperesultat \| Etaperesultat \| Etaperesultat \| \| Rytter \| Rytter \| Hold \| Tid \| \| \| ------------- \| --------------------- \| ----------------------------- \| ------------- \| ------------- \| \| 1. \| Thomas De Gendt \| Lotto-Soudal \| 4t 14' 32" \| \| \| 2. \| Maximilian Schachmann \| Bora-Hansgrohe \| + 2' 38" \| \| \| 3. \| Grega Bole \| Bahrain-Merida \| + 2' 42" \| \| \| 4. \| Michael Matthews \| Team Sunweb \| + 2' 42" \| \| \| 5. \| Mikel Aristi \| Euskadi Basque Country-Murias \| + 2' 42" \| \| \| 6. \| André Greipel \| Arkéa-Samsic \| + 2' 42" \| \| \| 7. \| Daryl Impey \| Mitchelton-Scott \| + 2' 42" \| \| \| 8. \| Egan Bernal \| Team Sky \| + 2' 42" \| \| \| 9. \| Nick van der Lijke \| Roompot-Charles \| + 2' 42" \| \| \| 10. \| Patrick Bevin \| CCC Team \| + 2' 42" \| \| |                       |                               |            |
| |                       |                               |            |
| Kilde: ProCyclingStats |                       |                               |            |
| Etaperesultat |                       |                               |            |
| Rytter | Rytter                | Hold                          | Tid        |
| 1. | Thomas De Gendt       | Lotto-Soudal                  | 4t 14' 32" |
| 2. | Maximilian Schachmann | Bora-Hansgrohe                | + 2' 38"   |
| 3. | Grega Bole            | Bahrain-Merida                | + 2' 42"   |
| 4. | Michael Matthews      | Team Sunweb                   | + 2' 42"   |
| 5. | Mikel Aristi          | Euskadi Basque Country-Murias | + 2' 42"   |
| 6. | André Greipel         | Arkéa-Samsic                  | + 2' 42"   |
| 7. | Daryl Impey           | Mitchelton-Scott              | + 2' 42"   |
| 8. | Egan Bernal           | Team Sky                      | + 2' 42"   |
| 9. | Nick van der Lijke    | Roompot-Charles               | + 2' 42"   |
| 10. | Patrick Bevin         | CCC Team                      | + 2' 42"   |

| \| Samlede stilling \| Samlede stilling \| Samlede stilling \| Samlede stilling \| Samlede stilling \| \| Rytter \| Rytter \| Hold \| Tid \| \| \| ---------------- \| --------------------- \| ----------------------------- \| ---------------- \| ---------------- \| \| 1. \| Thomas De Gendt \| Lotto-Soudal \| 4t 14' 16" \| \| \| 2. \| Maximilian Schachmann \| Bora-Hansgrohe \| + 2' 48" \| \| \| 3. \| Grega Bole \| Bahrain-Merida \| + 2' 54" \| \| \| 4. \| Alejandro Valverde \| Movistar Team \| + 2' 56" \| \| \| 5. \| Egan Bernal \| Team Sky \| + 2' 57" \| \| \| 6. \| Luis Ángel Maté \| Cofidis, Solutions Crédits \| + 2' 57" \| \| \| 7. \| Michael Matthews \| Team Sunweb \| + 2' 58" \| \| \| 8. \| Mikel Aristi \| Euskadi Basque Country-Murias \| + 2' 58" \| \| \| 9. \| André Greipel \| Arkéa-Samsic \| + 2' 58" \| \| \| 10. \| Daryl Impey \| Mitchelton-Scott \| + 2' 58" \| \| |                       |                               |            |
| |                       |                               |            |
| Kilde: ProCyclingStats |                       |                               |            |
| Samlede stilling |                       |                               |            |
| Rytter | Rytter                | Hold                          | Tid        |
| 1. | Thomas De Gendt       | Lotto-Soudal                  | 4t 14' 16" |
| 2. | Maximilian Schachmann | Bora-Hansgrohe                | + 2' 48"   |
| 3. | Grega Bole            | Bahrain-Merida                | + 2' 54"   |
| 4. | Alejandro Valverde    | Movistar Team                 | + 2' 56"   |
| 5. | Egan Bernal           | Team Sky                      | + 2' 57"   |
| 6. | Luis Ángel Maté       | Cofidis, Solutions Crédits    | + 2' 57"   |
| 7. | Michael Matthews      | Team Sunweb                   | + 2' 58"   |
| 8. | Mikel Aristi          | Euskadi Basque Country-Murias | + 2' 58"   |
| 9. | André Greipel         | Arkéa-Samsic                  | + 2' 58"   |
| 10. | Daryl Impey           | Mitchelton-Scott              | + 2' 58"   |

### 2. etape
| \| Etaperesultat \| Etaperesultat \| Etaperesultat \| Etaperesultat \| Etaperesultat \| \| Rytter \| Rytter \| Hold \| Tid \| \| \| ------------- \| --------------------- \| --------------------- \| ------------- \| ------------- \| \| 1. \| Michael Matthews \| Team Sunweb \| 4t 09' 34" \| \| \| 2. \| Alejandro Valverde \| Movistar Team \| + 0" \| \| \| 3. \| Daryl Impey \| Mitchelton-Scott \| + 0" \| \| \| 4. \| Maximilian Schachmann \| Bora-Hansgrohe \| + 0" \| \| \| 5. \| Odd Christian Eiking \| Wanty-Gobert \| + 0" \| \| \| 6. \| James Knox \| Deceuninck-Quick Step \| + 0" \| \| \| 7. \| Patrick Bevin \| CCC Team \| + 0" \| \| \| 8. \| Enrico Gasparotto \| Dimension Data \| + 0" \| \| \| 9. \| Davide Formolo \| Bora-Hansgrohe \| + 0" \| \| \| 10. \| Daniel Martin \| UAE Team Emirates \| + 0" \| \| |                       |                       |            |
| |                       |                       |            |
| Kilde: ProCyclingStats |                       |                       |            |
| Etaperesultat |                       |                       |            |
| Rytter | Rytter                | Hold                  | Tid        |
| 1. | Michael Matthews      | Team Sunweb           | 4t 09' 34" |
| 2. | Alejandro Valverde    | Movistar Team         | + 0"       |
| 3. | Daryl Impey           | Mitchelton-Scott      | + 0"       |
| 4. | Maximilian Schachmann | Bora-Hansgrohe        | + 0"       |
| 5. | Odd Christian Eiking  | Wanty-Gobert          | + 0"       |
| 6. | James Knox            | Deceuninck-Quick Step | + 0"       |
| 7. | Patrick Bevin         | CCC Team              | + 0"       |
| 8. | Enrico Gasparotto     | Dimension Data        | + 0"       |
| 9. | Davide Formolo        | Bora-Hansgrohe        | + 0"       |
| 10. | Daniel Martin         | UAE Team Emirates     | + 0"       |

| \| Samlede stilling \| Samlede stilling \| Samlede stilling \| Samlede stilling \| Samlede stilling \| \| Rytter \| Rytter \| Hold \| Tid \| \| \| ---------------- \| --------------------- \| -------------------------- \| ---------------- \| ---------------- \| \| 1. \| Thomas De Gendt \| Lotto-Soudal \| 8t 23' 50" \| \| \| 2. \| Alejandro Valverde \| Movistar Team \| + 2' 47" \| \| \| 3. \| Michael Matthews \| Team Sunweb \| + 2' 48" \| \| \| 4. \| Maximilian Schachmann \| Bora-Hansgrohe \| + 2' 48" \| \| \| 5. \| Daryl Impey \| Mitchelton-Scott \| + 2' 54" \| \| \| 6. \| Nairo Quintana \| Movistar Team \| + 2' 56" \| \| \| 7. \| Egan Bernal \| Team Sky \| + 2' 57" \| \| \| 8. \| Steven Kruijswijk \| Team Jumbo-Visma \| + 2' 57" \| \| \| 9. \| Luis Ángel Maté \| Cofidis, Solutions Crédits \| + 2' 57" \| \| \| 10. \| Patrick Bevin \| CCC Team \| + 2' 58" \| \| |                       |                            |            |
| |                       |                            |            |
| Kilde: ProCyclingStats |                       |                            |            |
| Samlede stilling |                       |                            |            |
| Rytter | Rytter                | Hold                       | Tid        |
| 1. | Thomas De Gendt       | Lotto-Soudal               | 8t 23' 50" |
| 2. | Alejandro Valverde    | Movistar Team              | + 2' 47"   |
| 3. | Michael Matthews      | Team Sunweb                | + 2' 48"   |
| 4. | Maximilian Schachmann | Bora-Hansgrohe             | + 2' 48"   |
| 5. | Daryl Impey           | Mitchelton-Scott           | + 2' 54"   |
| 6. | Nairo Quintana        | Movistar Team              | + 2' 56"   |
| 7. | Egan Bernal           | Team Sky                   | + 2' 57"   |
| 8. | Steven Kruijswijk     | Team Jumbo-Visma           | + 2' 57"   |
| 9. | Luis Ángel Maté       | Cofidis, Solutions Crédits | + 2' 57"   |
| 10. | Patrick Bevin         | CCC Team                   | + 2' 58"   |

### 3. etape
| \| Etaperesultat \| Etaperesultat \| Etaperesultat \| Etaperesultat \| Etaperesultat \| \| Rytter \| Rytter \| Hold \| Tid \| \| \| ------------- \| ------------------ \| ------------------ \| ------------- \| ------------- \| \| 1. \| Adam Yates \| Mitchelton-Scott \| 5t 02' 18" \| \| \| 2. \| Egan Bernal \| Team Sky \| + 0" \| \| \| 3. \| Daniel Martin \| UAE Team Emirates \| + 0" \| \| \| 4. \| Nairo Quintana \| Movistar Team \| + 0" \| \| \| 5. \| Miguel Ángel López \| Astana \| + 2" \| \| \| 6. \| Steven Kruijswijk \| Team Jumbo-Visma \| + 30" \| \| \| 7. \| Ilnur Sakarin \| Katusha-Alpecin \| + 46" \| \| \| 8. \| Richard Carapaz \| Movistar Team \| + 46" \| \| \| 9. \| Wilco Kelderman \| Team Sunweb \| + 51" \| \| \| 10. \| Michael Woods \| EF Education First \| + 53" \| \| |                    |                    |            |
| |                    |                    |            |
| Kilde: ProCyclingStats |                    |                    |            |
| Etaperesultat |                    |                    |            |
| Rytter | Rytter             | Hold               | Tid        |
| 1. | Adam Yates         | Mitchelton-Scott   | 5t 02' 18" |
| 2. | Egan Bernal        | Team Sky           | + 0"       |
| 3. | Daniel Martin      | UAE Team Emirates  | + 0"       |
| 4. | Nairo Quintana     | Movistar Team      | + 0"       |
| 5. | Miguel Ángel López | Astana             | + 2"       |
| 6. | Steven Kruijswijk  | Team Jumbo-Visma   | + 30"      |
| 7. | Ilnur Sakarin      | Katusha-Alpecin    | + 46"      |
| 8. | Richard Carapaz    | Movistar Team      | + 46"      |
| 9. | Wilco Kelderman    | Team Sunweb        | + 51"      |
| 10. | Michael Woods      | EF Education First | + 53"      |

| \| Samlede stilling \| Samlede stilling \| Samlede stilling \| Samlede stilling \| Samlede stilling \| \| Rytter \| Rytter \| Hold \| Tid \| \| \| ---------------- \| ------------------ \| ----------------- \| ---------------- \| ---------------- \| \| 1. \| Thomas De Gendt \| Lotto-Soudal \| 13t 28' 29" \| \| \| 2. \| Adam Yates \| Mitchelton-Scott \| + 27" \| \| \| 3. \| Egan Bernal \| Team Sky \| + 30" \| \| \| 4. \| Daniel Martin \| UAE Team Emirates \| + 33" \| \| \| 5. \| Nairo Quintana \| Movistar Team \| + 35" \| \| \| 6. \| Miguel Ángel López \| Astana \| + 39" \| \| \| 7. \| Steven Kruijswijk \| Team Jumbo-Visma \| + 1' 06" \| \| \| 8. \| Ilnur Sakarin \| Katusha-Alpecin \| + 1' 23" \| \| \| 9. \| Richard Carapaz \| Movistar Team \| + 1' 23" \| \| \| 10. \| Wilco Kelderman \| Team Sunweb \| + 1' 28" \| \| |                    |                   |             |
| |                    |                   |             |
| Kilde: ProCyclingStats |                    |                   |             |
| Samlede stilling |                    |                   |             |
| Rytter | Rytter             | Hold              | Tid         |
| 1. | Thomas De Gendt    | Lotto-Soudal      | 13t 28' 29" |
| 2. | Adam Yates         | Mitchelton-Scott  | + 27"       |
| 3. | Egan Bernal        | Team Sky          | + 30"       |
| 4. | Daniel Martin      | UAE Team Emirates | + 33"       |
| 5. | Nairo Quintana     | Movistar Team     | + 35"       |
| 6. | Miguel Ángel López | Astana            | + 39"       |
| 7. | Steven Kruijswijk  | Team Jumbo-Visma  | + 1' 06"    |
| 8. | Ilnur Sakarin      | Katusha-Alpecin   | + 1' 23"    |
| 9. | Richard Carapaz    | Movistar Team     | + 1' 23"    |
| 10. | Wilco Kelderman    | Team Sunweb       | + 1' 28"    |

### 4. etape
| \| Etaperesultat \| Etaperesultat \| Etaperesultat \| Etaperesultat \| Etaperesultat \| \| Rytter \| Rytter \| Hold \| Tid \| \| \| ------------- \| ------------------ \| ------------------ \| ------------- \| ------------- \| \| 1. \| Miguel Ángel López \| Astana \| 4t 02' 07" \| \| \| 2. \| Gregor Mühlberger \| Bora-Hansgrohe \| + 16" \| \| \| 3. \| Marc Soler \| Movistar Team \| + 16" \| \| \| 4. \| Egan Bernal \| Team Sky \| + 16" \| \| \| 5. \| Adam Yates \| Mitchelton-Scott \| + 16" \| \| \| 6. \| Nairo Quintana \| Movistar Team \| + 19" \| \| \| 7. \| Steven Kruijswijk \| Team Jumbo-Visma \| + 19" \| \| \| 8. \| Guillaume Martin \| Wanty-Gobert \| + 32" \| \| \| 9. \| Michael Woods \| EF Education First \| + 34" \| \| \| 10. \| Rafał Majka \| Bora-Hansgrohe \| + 42" \| \| |                    |                    |            |
| |                    |                    |            |
| Kilde: ProCyclingStats |                    |                    |            |
| Etaperesultat |                    |                    |            |
| Rytter | Rytter             | Hold               | Tid        |
| 1. | Miguel Ángel López | Astana             | 4t 02' 07" |
| 2. | Gregor Mühlberger  | Bora-Hansgrohe     | + 16"      |
| 3. | Marc Soler         | Movistar Team      | + 16"      |
| 4. | Egan Bernal        | Team Sky           | + 16"      |
| 5. | Adam Yates         | Mitchelton-Scott   | + 16"      |
| 6. | Nairo Quintana     | Movistar Team      | + 19"      |
| 7. | Steven Kruijswijk  | Team Jumbo-Visma   | + 19"      |
| 8. | Guillaume Martin   | Wanty-Gobert       | + 32"      |
| 9. | Michael Woods      | EF Education First | + 34"      |
| 10. | Rafał Majka        | Bora-Hansgrohe     | + 42"      |

| \| Samlede stilling \| Samlede stilling \| Samlede stilling \| Samlede stilling \| Samlede stilling \| \| Rytter \| Rytter \| Hold \| Tid \| \| \| ---------------- \| ------------------ \| ------------------ \| ---------------- \| ---------------- \| \| 1. \| Miguel Ángel López \| Astana \| 17t 31' 05" \| \| \| 2. \| Adam Yates \| Mitchelton-Scott \| + 14" \| \| \| 3. \| Egan Bernal \| Team Sky \| + 17" \| \| \| 4. \| Nairo Quintana \| Movistar Team \| + 25" \| \| \| 5. \| Daniel Martin \| UAE Team Emirates \| + 46" \| \| \| 6. \| Steven Kruijswijk \| Team Jumbo-Visma \| + 56" \| \| \| 7. \| Michael Woods \| EF Education First \| + 1' 42" \| \| \| 8. \| Romain Bardet \| AG2R La Mondiale \| + 1' 44" \| \| \| 9. \| Rafał Majka \| Bora-Hansgrohe \| + 2' 27" \| \| \| 10. \| Marc Soler \| Movistar Team \| + 2' 36" \| \| |                    |                    |             |
| |                    |                    |             |
| Kilde: ProCyclingStats |                    |                    |             |
| Samlede stilling |                    |                    |             |
| Rytter | Rytter             | Hold               | Tid         |
| 1. | Miguel Ángel López | Astana             | 17t 31' 05" |
| 2. | Adam Yates         | Mitchelton-Scott   | + 14"       |
| 3. | Egan Bernal        | Team Sky           | + 17"       |
| 4. | Nairo Quintana     | Movistar Team      | + 25"       |
| 5. | Daniel Martin      | UAE Team Emirates  | + 46"       |
| 6. | Steven Kruijswijk  | Team Jumbo-Visma   | + 56"       |
| 7. | Michael Woods      | EF Education First | + 1' 42"    |
| 8. | Romain Bardet      | AG2R La Mondiale   | + 1' 44"    |
| 9. | Rafał Majka        | Bora-Hansgrohe     | + 2' 27"    |
| 10. | Marc Soler         | Movistar Team      | + 2' 36"    |

### 5. etape
| \| Etaperesultat \| Etaperesultat \| Etaperesultat \| Etaperesultat \| Etaperesultat \| \| Rytter \| Rytter \| Hold \| Tid \| \| \| ------------- \| --------------------- \| ---------------- \| ------------- \| ------------- \| \| 1. \| Maximilian Schachmann \| Bora-Hansgrohe \| 4t 25' 45" \| \| \| 2. \| Michael Matthews \| Team Sunweb \| + 13" \| \| \| 3. \| Ryan Gibbons \| Dimension Data \| + 13" \| \| \| 4. \| Daryl Impey \| Mitchelton-Scott \| + 13" \| \| \| 5. \| Patrick Bevin \| CCC Team \| + 13" \| \| \| 6. \| Phil Bauhaus \| Bahrain-Merida \| + 13" \| \| \| 7. \| Jay McCarthy \| Bora-Hansgrohe \| + 13" \| \| \| 8. \| Nairo Quintana \| Movistar Team \| + 13" \| \| \| 9. \| Bjorg Lambrecht \| Lotto-Soudal \| + 13" \| \| \| 10. \| Miguel Ángel López \| Astana \| + 13" \| \| |                       |                  |            |
| |                       |                  |            |
| Kilde: ProCyclingStats |                       |                  |            |
| Etaperesultat |                       |                  |            |
| Rytter | Rytter                | Hold             | Tid        |
| 1. | Maximilian Schachmann | Bora-Hansgrohe   | 4t 25' 45" |
| 2. | Michael Matthews      | Team Sunweb      | + 13"      |
| 3. | Ryan Gibbons          | Dimension Data   | + 13"      |
| 4. | Daryl Impey           | Mitchelton-Scott | + 13"      |
| 5. | Patrick Bevin         | CCC Team         | + 13"      |
| 6. | Phil Bauhaus          | Bahrain-Merida   | + 13"      |
| 7. | Jay McCarthy          | Bora-Hansgrohe   | + 13"      |
| 8. | Nairo Quintana        | Movistar Team    | + 13"      |
| 9. | Bjorg Lambrecht       | Lotto-Soudal     | + 13"      |
| 10. | Miguel Ángel López    | Astana           | + 13"      |

| \| Samlede stilling \| Samlede stilling \| Samlede stilling \| Samlede stilling \| Samlede stilling \| \| Rytter \| Rytter \| Hold \| Tid \| \| \| ---------------- \| ------------------ \| ------------------ \| ---------------- \| ---------------- \| \| 1. \| Miguel Ángel López \| Astana \| 21t 57' 05" \| \| \| 2. \| Adam Yates \| Mitchelton-Scott \| + 14" \| \| \| 3. \| Egan Bernal \| Team Sky \| + 17" \| \| \| 4. \| Nairo Quintana \| Movistar Team \| + 25" \| \| \| 5. \| Daniel Martin \| UAE Team Emirates \| + 46" \| \| \| 6. \| Steven Kruijswijk \| Team Jumbo-Visma \| + 56" \| \| \| 7. \| Michael Woods \| EF Education First \| + 1' 42" \| \| \| 8. \| Romain Bardet \| AG2R La Mondiale \| + 1' 44" \| \| \| 9. \| Rafał Majka \| Bora-Hansgrohe \| + 2' 27" \| \| \| 10. \| Marc Soler \| Movistar Team \| + 2' 36" \| \| |                    |                    |             |
| |                    |                    |             |
| Kilde: ProCyclingStats |                    |                    |             |
| Samlede stilling |                    |                    |             |
| Rytter | Rytter             | Hold               | Tid         |
| 1. | Miguel Ángel López | Astana             | 21t 57' 05" |
| 2. | Adam Yates         | Mitchelton-Scott   | + 14"       |
| 3. | Egan Bernal        | Team Sky           | + 17"       |
| 4. | Nairo Quintana     | Movistar Team      | + 25"       |
| 5. | Daniel Martin      | UAE Team Emirates  | + 46"       |
| 6. | Steven Kruijswijk  | Team Jumbo-Visma   | + 56"       |
| 7. | Michael Woods      | EF Education First | + 1' 42"    |
| 8. | Romain Bardet      | AG2R La Mondiale   | + 1' 44"    |
| 9. | Rafał Majka        | Bora-Hansgrohe     | + 2' 27"    |
| 10. | Marc Soler         | Movistar Team      | + 2' 36"    |

### 6. etape
| \| Etaperesultat \| Etaperesultat \| Etaperesultat \| Etaperesultat \| Etaperesultat \| \| Rytter \| Rytter \| Hold \| Tid \| \| \| ------------- \| ------------------ \| ----------------------------- \| ------------- \| ------------- \| \| 1. \| Michael Matthews \| Team Sunweb \| 3t 56' 36" \| \| \| 2. \| Phil Bauhaus \| Bahrain-Merida \| + 0" \| \| \| 3. \| Daryl Impey \| Mitchelton-Scott \| + 0" \| \| \| 4. \| Patrick Bevin \| CCC Team \| + 0" \| \| \| 5. \| Mikel Aristi \| Euskadi Basque Country-Murias \| + 0" \| \| \| 6. \| Hugo Hofstetter \| Cofidis, Solutions Crédits \| + 0" \| \| \| 7. \| Ryan Gibbons \| Dimension Data \| + 0" \| \| \| 8. \| Miguel Ángel López \| Astana \| + 0" \| \| \| 9. \| Rafał Majka \| Bora-Hansgrohe \| + 0" \| \| \| 10. \| Enric Mas \| Deceuninck-Quick Step \| + 0" \| \| |                    |                               |            |
| |                    |                               |            |
| Kilde: ProCyclingStats |                    |                               |            |
| Etaperesultat |                    |                               |            |
| Rytter | Rytter             | Hold                          | Tid        |
| 1. | Michael Matthews   | Team Sunweb                   | 3t 56' 36" |
| 2. | Phil Bauhaus       | Bahrain-Merida                | + 0"       |
| 3. | Daryl Impey        | Mitchelton-Scott              | + 0"       |
| 4. | Patrick Bevin      | CCC Team                      | + 0"       |
| 5. | Mikel Aristi       | Euskadi Basque Country-Murias | + 0"       |
| 6. | Hugo Hofstetter    | Cofidis, Solutions Crédits    | + 0"       |
| 7. | Ryan Gibbons       | Dimension Data                | + 0"       |
| 8. | Miguel Ángel López | Astana                        | + 0"       |
| 9. | Rafał Majka        | Bora-Hansgrohe                | + 0"       |
| 10. | Enric Mas          | Deceuninck-Quick Step         | + 0"       |

| \| Samlede stilling \| Samlede stilling \| Samlede stilling \| Samlede stilling \| Samlede stilling \| \| Rytter \| Rytter \| Hold \| Tid \| \| \| ---------------- \| ------------------ \| ------------------ \| ---------------- \| ---------------- \| \| 1. \| Miguel Ángel López \| Astana \| 25t 53' 41" \| \| \| 2. \| Adam Yates \| Mitchelton-Scott \| + 14" \| \| \| 3. \| Egan Bernal \| Team Sky \| + 17" \| \| \| 4. \| Nairo Quintana \| Movistar Team \| + 25" \| \| \| 5. \| Daniel Martin \| UAE Team Emirates \| + 46" \| \| \| 6. \| Steven Kruijswijk \| Team Jumbo-Visma \| + 56" \| \| \| 7. \| Michael Woods \| EF Education First \| + 1' 42" \| \| \| 8. \| Romain Bardet \| AG2R La Mondiale \| + 1' 44" \| \| \| 9. \| Rafał Majka \| Bora-Hansgrohe \| + 2' 27" \| \| \| 10. \| Marc Soler \| Movistar Team \| + 2' 36" \| \| |                    |                    |             |
| |                    |                    |             |
| Kilde: ProCyclingStats |                    |                    |             |
| Samlede stilling |                    |                    |             |
| Rytter | Rytter             | Hold               | Tid         |
| 1. | Miguel Ángel López | Astana             | 25t 53' 41" |
| 2. | Adam Yates         | Mitchelton-Scott   | + 14"       |
| 3. | Egan Bernal        | Team Sky           | + 17"       |
| 4. | Nairo Quintana     | Movistar Team      | + 25"       |
| 5. | Daniel Martin      | UAE Team Emirates  | + 46"       |
| 6. | Steven Kruijswijk  | Team Jumbo-Visma   | + 56"       |
| 7. | Michael Woods      | EF Education First | + 1' 42"    |
| 8. | Romain Bardet      | AG2R La Mondiale   | + 1' 44"    |
| 9. | Rafał Majka        | Bora-Hansgrohe     | + 2' 27"    |
| 10. | Marc Soler         | Movistar Team      | + 2' 36"    |

### 7. etape
| \| Etaperesultat \| Etaperesultat \| Etaperesultat \| Etaperesultat \| Etaperesultat \| \| Rytter \| Rytter \| Hold \| Tid \| \| \| ------------- \| --------------------- \| --------------------- \| ------------- \| ------------- \| \| 1. \| Davide Formolo \| Bora-Hansgrohe \| 3t 19' 41" \| \| \| 2. \| Enric Mas \| Deceuninck-Quick Step \| + 51" \| \| \| 3. \| Maximilian Schachmann \| Bora-Hansgrohe \| + 53" \| \| \| 4. \| Dion Smith \| Mitchelton-Scott \| + 55" \| \| \| 5. \| Alejandro Valverde \| Movistar Team \| + 55" \| \| \| 6. \| Egan Bernal \| Team Sky \| + 55" \| \| \| 7. \| Adam Yates \| Mitchelton-Scott \| + 55" \| \| \| 8. \| Nairo Quintana \| Movistar Team \| + 55" \| \| \| 9. \| Steven Kruijswijk \| Team Jumbo-Visma \| + 55" \| \| \| 10. \| Michael Woods \| EF Education First \| + 55" \| \| |                       |                       |            |
| |                       |                       |            |
| Kilde: ProCyclingStats |                       |                       |            |
| Etaperesultat |                       |                       |            |
| Rytter | Rytter                | Hold                  | Tid        |
| 1. | Davide Formolo        | Bora-Hansgrohe        | 3t 19' 41" |
| 2. | Enric Mas             | Deceuninck-Quick Step | + 51"      |
| 3. | Maximilian Schachmann | Bora-Hansgrohe        | + 53"      |
| 4. | Dion Smith            | Mitchelton-Scott      | + 55"      |
| 5. | Alejandro Valverde    | Movistar Team         | + 55"      |
| 6. | Egan Bernal           | Team Sky              | + 55"      |
| 7. | Adam Yates            | Mitchelton-Scott      | + 55"      |
| 8. | Nairo Quintana        | Movistar Team         | + 55"      |
| 9. | Steven Kruijswijk     | Team Jumbo-Visma      | + 55"      |
| 10. | Michael Woods         | EF Education First    | + 55"      |

## Resultater
| \| Samlede stilling \| Samlede stilling \| Samlede stilling \| Samlede stilling \| Samlede stilling \| \| Rytter \| Rytter \| Hold \| Tid \| \| \| ---------------- \| ------------------ \| --------------------- \| ---------------- \| ---------------- \| \| 1. \| Miguel Ángel López \| Astana \| 29t 14' 17" \| \| \| 2. \| Adam Yates \| Mitchelton-Scott \| + 14" \| \| \| 3. \| Egan Bernal \| Team Sky \| + 17" \| \| \| 4. \| Nairo Quintana \| Movistar Team \| + 25" \| \| \| 5. \| Steven Kruijswijk \| Team Jumbo-Visma \| + 56" \| \| \| 6. \| Michael Woods \| EF Education First \| + 1' 42" \| \| \| 7. \| Rafał Majka \| Bora-Hansgrohe \| + 2' 27" \| \| \| 8. \| Guillaume Martin \| Wanty-Gobert \| + 2' 41" \| \| \| 9. \| Enric Mas \| Deceuninck-Quick Step \| + 2' 49" \| \| \| 10. \| Alejandro Valverde \| Movistar Team \| + 3' 02" \| \| |                    |                       |             |
| |                    |                       |             |
| Kilde: ProCyclingStats |                    |                       |             |
| Samlede stilling |                    |                       |             |
| Rytter | Rytter             | Hold                  | Tid         |
| 1. | Miguel Ángel López | Astana                | 29t 14' 17" |
| 2. | Adam Yates         | Mitchelton-Scott      | + 14"       |
| 3. | Egan Bernal        | Team Sky              | + 17"       |
| 4. | Nairo Quintana     | Movistar Team         | + 25"       |
| 5. | Steven Kruijswijk  | Team Jumbo-Visma      | + 56"       |
| 6. | Michael Woods      | EF Education First    | + 1' 42"    |
| 7. | Rafał Majka        | Bora-Hansgrohe        | + 2' 27"    |
| 8. | Guillaume Martin   | Wanty-Gobert          | + 2' 41"    |
| 9. | Enric Mas          | Deceuninck-Quick Step | + 2' 49"    |
| 10. | Alejandro Valverde | Movistar Team         | + 3' 02"    |

| Samlede stilling | Samlede stilling   | Samlede stilling      | Samlede stilling | Samlede stilling |
| Rytter           | Rytter             | Hold                  | Tid              |                  |
| ---------------- | ------------------ | --------------------- | ---------------- | ---------------- |
| 1.               | Miguel Ángel López | Astana                | 29t 14' 17"      |                  |
| 2.               | Adam Yates         | Mitchelton-Scott      | + 14"            |                  |
| 3.               | Egan Bernal        | Team Sky              | + 17"            |                  |
| 4.               | Nairo Quintana     | Movistar Team         | + 25"            |                  |
| 5.               | Steven Kruijswijk  | Team Jumbo-Visma      | + 56"            |                  |
| 6.               | Michael Woods      | EF Education First    | + 1' 42"         |                  |
| 7.               | Rafał Majka        | Bora-Hansgrohe        | + 2' 27"         |                  |
| 8.               | Guillaume Martin   | Wanty-Gobert          | + 2' 41"         |                  |
| 9.               | Enric Mas          | Deceuninck-Quick Step | + 2' 49"         |                  |
| 10.              | Alejandro Valverde | Movistar Team         | + 3' 02"         |                  |

| Sprintkonkurrence | Sprintkonkurrence     | Sprintkonkurrence | Sprintkonkurrence | Sprintkonkurrence |
| Rytter            | Rytter                | Hold              | Point             |                   |
| ----------------- | --------------------- | ----------------- | ----------------- | ----------------- |
| 1.                | Michael Matthews      | Team Sunweb       | 29 point          |                   |
| 2.                | Maximilian Schachmann | Bora-Hansgrohe    | 28 point          |                   |
| 3.                | Thomas De Gendt       | Lotto-Soudal      | 16 point          |                   |
| 4.                | Davide Formolo        | Bora-Hansgrohe    | 13 point          |                   |
| 5.                | Alejandro Valverde    | Movistar Team     | 11 point          |                   |
| 6.                | Miguel Ángel López    | Astana            | 10 point          |                   |
| 7.                | Adam Yates            | Mitchelton-Scott  | 10 point          |                   |
| 8.                | Gregor Mühlberger     | Bora-Hansgrohe    | 8 point           |                   |
| 9.                | Daryl Impey           | Mitchelton-Scott  | 8 point           |                   |
| 10.               | Egan Bernal           | Team Sky          | 7 point           |                   |

| Sprintkonkurrence | Sprintkonkurrence     | Sprintkonkurrence | Sprintkonkurrence | Sprintkonkurrence |
| Rytter            | Rytter                | Hold              | Point             |                   |
| ----------------- | --------------------- | ----------------- | ----------------- | ----------------- |
| 1.                | Michael Matthews      | Team Sunweb       | 29 point          |                   |
| 2.                | Maximilian Schachmann | Bora-Hansgrohe    | 28 point          |                   |
| 3.                | Thomas De Gendt       | Lotto-Soudal      | 16 point          |                   |
| 4.                | Davide Formolo        | Bora-Hansgrohe    | 13 point          |                   |
| 5.                | Alejandro Valverde    | Movistar Team     | 11 point          |                   |
| 6.                | Miguel Ángel López    | Astana            | 10 point          |                   |
| 7.                | Adam Yates            | Mitchelton-Scott  | 10 point          |                   |
| 8.                | Gregor Mühlberger     | Bora-Hansgrohe    | 8 point           |                   |
| 9.                | Daryl Impey           | Mitchelton-Scott  | 8 point           |                   |
| 10.               | Egan Bernal           | Team Sky          | 7 point           |                   |

| Bjergkonkurrence | Bjergkonkurrence   | Bjergkonkurrence           | Bjergkonkurrence | Bjergkonkurrence |
| Rytter           | Rytter             | Hold                       | Point            |                  |
| ---------------- | ------------------ | -------------------------- | ---------------- | ---------------- |
| 1.               | Thomas De Gendt    | Lotto-Soudal               | 60 point         |                  |
| 2.               | Carlos Verona      | Movistar Team              | 41 point         |                  |
| 3.               | Gregor Mühlberger  | Bora-Hansgrohe             | 40 point         |                  |
| 4.               | Adam Yates         | Mitchelton-Scott           | 34 point         |                  |
| 5.               | Egan Bernal        | Team Sky                   | 25 point         |                  |
| 6.               | Luis Ángel Maté    | Cofidis, Solutions Crédits | 24 point         |                  |
| 7.               | Pieter Weening     | Roompot-Charles            | 24 point         |                  |
| 8.               | Miguel Ángel López | Astana                     | 22 point         |                  |
| 9.               | Patrick Bevin      | CCC Team                   | 21 point         |                  |
| 10.              | Davide Formolo     | Bora-Hansgrohe             | 18 point         |                  |

| Bjergkonkurrence | Bjergkonkurrence   | Bjergkonkurrence           | Bjergkonkurrence | Bjergkonkurrence |
| Rytter           | Rytter             | Hold                       | Point            |                  |
| ---------------- | ------------------ | -------------------------- | ---------------- | ---------------- |
| 1.               | Thomas De Gendt    | Lotto-Soudal               | 60 point         |                  |
| 2.               | Carlos Verona      | Movistar Team              | 41 point         |                  |
| 3.               | Gregor Mühlberger  | Bora-Hansgrohe             | 40 point         |                  |
| 4.               | Adam Yates         | Mitchelton-Scott           | 34 point         |                  |
| 5.               | Egan Bernal        | Team Sky                   | 25 point         |                  |
| 6.               | Luis Ángel Maté    | Cofidis, Solutions Crédits | 24 point         |                  |
| 7.               | Pieter Weening     | Roompot-Charles            | 24 point         |                  |
| 8.               | Miguel Ángel López | Astana                     | 22 point         |                  |
| 9.               | Patrick Bevin      | CCC Team                   | 21 point         |                  |
| 10.              | Davide Formolo     | Bora-Hansgrohe             | 18 point         |                  |

| Ungdomskonkurrence | Ungdomskonkurrence    | Ungdomskonkurrence    | Ungdomskonkurrence | Ungdomskonkurrence |
| Rytter             | Rytter                | Hold                  | Tid                |                    |
| ------------------ | --------------------- | --------------------- | ------------------ | ------------------ |
| 1.                 | Miguel Ángel López    | Astana                | 29t 14' 17"        |                    |
| 2.                 | Egan Bernal           | Team Sky              | + 17"              |                    |
| 3.                 | Enric Mas             | Deceuninck-Quick Step | + 2' 49"           |                    |
| 4.                 | Maximilian Schachmann | Bora-Hansgrohe        | + 3' 15"           |                    |
| 5.                 | Odd Christian Eiking  | Wanty-Gobert          | + 7' 07"           |                    |
| 6.                 | James Knox            | Deceuninck-Quick Step | + 13' 55"          |                    |
| 7.                 | Merhawi Kudus         | Astana                | + 15' 57"          |                    |
| 8.                 | Giulio Ciccone        | Trek-Segafredo        | + 17' 20"          |                    |
| 9.                 | Pavel Sivakov         | Team Sky              | + 18' 19"          |                    |
| 10.                | Gregor Mühlberger     | Bora-Hansgrohe        | + 24' 58"          |                    |

| Ungdomskonkurrence | Ungdomskonkurrence    | Ungdomskonkurrence    | Ungdomskonkurrence | Ungdomskonkurrence |
| Rytter             | Rytter                | Hold                  | Tid                |                    |
| ------------------ | --------------------- | --------------------- | ------------------ | ------------------ |
| 1.                 | Miguel Ángel López    | Astana                | 29t 14' 17"        |                    |
| 2.                 | Egan Bernal           | Team Sky              | + 17"              |                    |
| 3.                 | Enric Mas             | Deceuninck-Quick Step | + 2' 49"           |                    |
| 4.                 | Maximilian Schachmann | Bora-Hansgrohe        | + 3' 15"           |                    |
| 5.                 | Odd Christian Eiking  | Wanty-Gobert          | + 7' 07"           |                    |
| 6.                 | James Knox            | Deceuninck-Quick Step | + 13' 55"          |                    |
| 7.                 | Merhawi Kudus         | Astana                | + 15' 57"          |                    |
| 8.                 | Giulio Ciccone        | Trek-Segafredo        | + 17' 20"          |                    |
| 9.                 | Pavel Sivakov         | Team Sky              | + 18' 19"          |                    |
| 10.                | Gregor Mühlberger     | Bora-Hansgrohe        | + 24' 58"          |                    |

### Holdkonkurrencen
| Holdkonkurrence | Holdkonkurrence               | Holdkonkurrence | Holdkonkurrence |
| Hold            | Hold                          | Tid             |                 |
| --------------- | ----------------------------- | --------------- | --------------- |
| 1.              | Movistar Team                 | 87t 49' 11"     |                 |
| 2.              | Bora-hansgrohe                | + 5' 13"        |                 |
| 3.              | Astana                        | + 10' 12"       |                 |
| 4.              | Wanty-Groupe Gobert           | + 16' 39"       |                 |
| 5.              | Mitchelton-Scott              | + 16' 42"       |                 |
| 6.              | EF Education First            | + 23' 07"       |                 |
| 7.              | Sky                           | + 30' 12"       |                 |
| 8.              | Euskadi Basque Country-Murias | + 33' 55"       |                 |
| 9.              | Cofidis, Solutions Crédits    | + 34' 48"       |                 |
| 10.             | AG2R La Mondiale              | + 35' 41"       |                 |

## Startliste
| Movistar Team MOV | Movistar Team MOV                   | Movistar Team MOV |
| ----------------- | ----------------------------------- | ----------------- |
| Nr.               | Rytter                              | Placering         |
| 1                 | Alejandro Valverde (ESP) (landevej) | 10.               |
| 2                 | Nairo Quintana (COL)                | 4.                |
| 3                 | Richard Carapaz (ECU)               | 26.               |
| 4                 | Carlos Verona (ESP)                 | 52.               |
| 5                 | Andrey Amador (CRC)                 | 84.               |
| 6                 | Imanol Erviti (ESP)                 | 85.               |
| 7                 | Marc Soler (ESP)                    | DNF-7             |

| Deceuninck-Quick Step DQT | Deceuninck-Quick Step DQT | Deceuninck-Quick Step DQT |
| ------------------------- | ------------------------- | ------------------------- |
| Nr.                       | Rytter                    | Placering                 |
| 11                        | Enric Mas (ESP)           | 9.                        |
| 12                        | Álvaro Hodeg (COL)        | DNF-5                     |
| 13                        | James Knox (GBR)          | 25.                       |
| 14                        | Dries Devenyns (BEL)      | DNF-7                     |
| 15                        | Eros Capecchi (ITA)       | DNF-7                     |
| 16                        | Fabio Sabatini (ITA)      | DNF-7                     |
| 17                        | Petr Vakoč (CZE)          | 95.                       |

| Team Sky SKY | Team Sky SKY           | Team Sky SKY |
| ------------ | ---------------------- | ------------ |
| Nr.          | Rytter                 | Placering    |
| 21           | Chris Froome (GBR)     | 94.          |
| 22           | Egan Bernal (COL)      | 3.           |
| 23           | Iván Sosa (COL)        | 41.          |
| 24           | Pavel Sivakov (RUS)    | 30.          |
| 25           | Jhonatan Narváez (ECU) | 63.          |
| 26           | Sebastián Henao (COL)  | 49.          |
| 27           | Christian Knees (GER)  | DNF-7        |

| Bora-Hansgrohe BOH | Bora-Hansgrohe BOH          | Bora-Hansgrohe BOH |
| ------------------ | --------------------------- | ------------------ |
| Nr.                | Rytter                      | Placering          |
| 31                 | Maximilian Schachmann (GER) | 12.                |
| 32                 | Davide Formolo (ITA)        | 20.                |
| 33                 | Rafał Majka (POL)           | 7.                 |
| 34                 | Erik Baška (SVK)            | DNF-2              |
| 35                 | Gregor Mühlberger (AUT)     | 39.                |
| 36                 | Jay McCarthy (AUS)          | DNF-7              |
| 37                 | Andreas Schillinger (GER)   | DNF-7              |

| Mitchelton-Scott MTS | Mitchelton-Scott MTS         | Mitchelton-Scott MTS |
| -------------------- | ---------------------------- | -------------------- |
| Nr.                  | Rytter                       | Placering            |
| 41                   | Simon Yates (GBR)            | 13.                  |
| 42                   | Daryl Impey (RSA) (landevej) | 66.                  |
| 43                   | Adam Yates (GBR)             | 2.                   |
| 44                   | Dion Smith (NZL)             | 54.                  |
| 45                   | Michael Albasini (SUI)       | DNF-7                |
| 46                   | Tsgabu Grmay (ETH)           | 51.                  |
| 47                   | Esteban Chaves (COL)         | 34.                  |

| Astana AST | Astana AST                     | Astana AST |
| ---------- | ------------------------------ | ---------- |
| Nr.        | Rytter                         | Placering  |
| 51         | Miguel Ángel López (COL)       | 1.         |
| 52         | Pello Bilbao (ESP)             | 28.        |
| 53         | Merhawi Kudus (ERI) (landevej) | 27.        |
| 54         | Davide Villella (ITA)          | 45.        |
| 55         | Andrej Zejts (KAZ)             | 22.        |
| 56         | Rodrigo Contreras (COL)        | DNF-7      |
| 57         | Jonas Gregaard (DEN)           | 88.        |

| Bahrain-Merida TBM | Bahrain-Merida TBM        | Bahrain-Merida TBM |
| ------------------ | ------------------------- | ------------------ |
| Nr.                | Rytter                    | Placering          |
| 61                 | Damiano Caruso (ITA)      | 19.                |
| 62                 | Hermann Pernsteiner (AUT) | 14.                |
| 63                 | Grega Bole (SLO)          | 73.                |
| 64                 | Andrea Garosio (ITA)      | 67.                |
| 65                 | Phil Bauhaus (GER)        | DNF-7              |
| 66                 | Antonio Nibali (ITA)      | 83.                |
| 67                 | Valerio Agnoli (ITA)      | DNF-7              |

| Team Sunweb SUN | Team Sunweb SUN        | Team Sunweb SUN |
| --------------- | ---------------------- | --------------- |
| Nr.             | Rytter                 | Placering       |
| 71              | Michael Matthews (AUS) | 59.             |
| 72              | Wilco Kelderman (NED)  | DNF-5           |
| 73              | Robert Power (AUS)     | 99.             |
| 74              | Chris Hamilton (AUS)   | DNF-7           |
| 75              | Jan Bakelants (BEL)    | 65.             |
| 76              | Michael Storer (AUS)   | DNF-7           |
| 77              | Lennard Kämna (GER)    | 80.             |

| Team Jumbo-Visma TJV | Team Jumbo-Visma TJV    | Team Jumbo-Visma TJV |
| -------------------- | ----------------------- | -------------------- |
| Nr.                  | Rytter                  | Placering            |
| 81                   | Steven Kruijswijk (NED) | 5.                   |
| 82                   | Antwan Tolhoek (NED)    | DNF-7                |
| 83                   | Sepp Kuss (USA)         | DNF-7                |
| 84                   | Floris De Tier (BEL)    | 47.                  |
| 85                   | Tom Leezer (NED)        | DNF-7                |
| 86                   | Lennard Hofstede (NED)  | 60.                  |
| 87                   | Bert-Jan Lindeman (NED) | DNF-7                |

| AG2R La Mondiale ALM | AG2R La Mondiale ALM    | AG2R La Mondiale ALM |
| -------------------- | ----------------------- | -------------------- |
| Nr.                  | Rytter                  | Placering            |
| 91                   | Romain Bardet (FRA)     | DNF-7                |
| 92                   | Tony Gallopin (FRA)     | DNF-7                |
| 93                   | François Bidard (FRA)   | 57.                  |
| 94                   | Alexis Gougeard (FRA)   | 91.                  |
| 95                   | Geoffrey Bouchard (FRA) | 76.                  |
| 96                   | Axel Domont (FRA)       | DNF-5                |
| 97                   | Ben Gastauer (LUX)      | 55.                  |

| UAE Team Emirates UAD | UAE Team Emirates UAD       | UAE Team Emirates UAD |
| --------------------- | --------------------------- | --------------------- |
| Nr.                   | Rytter                      | Placering             |
| 101                   | Daniel Martin (IRL)         | 23.                   |
| 102                   | Aljaksandr Rabusjenka (BLR) | 92.                   |
| 103                   | Rui Oliveira (POR)          | DNF-4                 |
| 104                   | Edward Ravasi (ITA)         | 72.                   |
| 105                   | Simone Petilli (ITA)        | 48.                   |
| 106                   | Cristian Camilo Muñoz (COL) | 58.                   |
| 107                   | Rory Sutherland (AUS)       | 87.                   |

| Trek-Segafredo TFS | Trek-Segafredo TFS      | Trek-Segafredo TFS |
| ------------------ | ----------------------- | ------------------ |
| Nr.                | Rytter                  | Placering          |
| 111                | Richie Porte (AUS)      | 38.                |
| 112                | Giulio Ciccone (ITA)    | 29.                |
| 113                | Michael Gogl (AUT)      | DNF-4              |
| 114                | Peter Stetina (USA)     | 61.                |
| 115                | Niklas Eg (DEN)         | 77.                |
| 116                | Jarlinson Pantano (COL) | DNF-1              |
| 117                | William Clarke (AUS)    | DNF-4              |

| Groupama-FDJ GFC | Groupama-FDJ GFC                  | Groupama-FDJ GFC |
| ---------------- | --------------------------------- | ---------------- |
| Nr.              | Rytter                            | Placering        |
| 121              | Thibaut Pinot (FRA)               | 11.              |
| 122              | Sébastien Reichenbach (SUI)       | 33.              |
| 123              | Tobias Ludvigsson (SWE)           | 56.              |
| 124              | Kilian Frankiny (SUI)             | 86.              |
| 125              | Steve Morabito (SUI) (landevej)   | DNF-1            |
| 126              | Antoine Duchesne (CAN) (landevej) | 98.              |
| 127              | Benoît Vaugrenard (FRA)           | DNF-7            |

| Lotto-Soudal LTS | Lotto-Soudal LTS      | Lotto-Soudal LTS |
| ---------------- | --------------------- | ---------------- |
| Nr.              | Rytter                | Placering        |
| 131              | Jelle Vanendert (BEL) | 74.              |
| 132              | Bjorg Lambrecht (BEL) | 44.              |
| 133              | Thomas De Gendt (BEL) | 36.              |
| 134              | Maxime Monfort (BEL)  | DNS-5            |
| 135              | Rémy Mertz (BEL)      | DNF-4            |
| 136              | Sander Armée (BEL)    | 96.              |
| 137              | Harm Vanhoucke (BEL)  | DNF-7            |

| EF Education First EF1 | EF Education First EF1   | EF Education First EF1 |
| ---------------------- | ------------------------ | ---------------------- |
| Nr.                    | Rytter                   | Placering              |
| 141                    | Michael Woods (CAN)      | 6.                     |
| 142                    | Tejay van Garderen (USA) | DNF-7                  |
| 143                    | Hugh Carthy (GBR)        | DNF-7                  |
| 144                    | Tanel Kangert (EST)      | 40.                    |
| 145                    | Jonathan Caicedo (ECU)   | DNF-7                  |
| 146                    | Joe Dombrowski (USA)     | 21.                    |
| 147                    | Nathan Brown (USA)       | 75.                    |

| Katusha-Alpecin TKA | Katusha-Alpecin TKA   | Katusha-Alpecin TKA |
| ------------------- | --------------------- | ------------------- |
| Nr.                 | Rytter                | Placering           |
| 151                 | Nathan Haas (AUS)     | DNF-3               |
| 152                 | Ilnur Sakarin (RUS)   | 17.                 |
| 153                 | Simon Špilak (SLO)    | DNF-4               |
| 154                 | Daniel Navarro (ESP)  | 46.                 |
| 155                 | Steff Cras (BEL)      | DNF-7               |
| 156                 | Matteo Fabbro (ITA)   | 71.                 |
| 157                 | Pavel Kotjetkov (RUS) | DNF-7               |

| Dimension Data TDD | Dimension Data TDD               | Dimension Data TDD |
| ------------------ | -------------------------------- | ------------------ |
| Nr.                | Rytter                           | Placering          |
| 161                | Enrico Gasparotto (ITA)          | DNS-5              |
| 162                | Gino Mäder (SUI)                 | DNF-2              |
| 163                | Ryan Gibbons (RSA)               | DNF-7              |
| 164                | Ben O'Connor (AUS)               | DNF-7              |
| 165                | Amanuel Ghebreigzabhier (ERI)    | 100.               |
| 166                | Danilo Wyss (SUI)                | 93.                |
| 167                | Jacques Janse van Rensburg (RSA) | DNF-7              |

| CCC Team CPT | CCC Team CPT          | CCC Team CPT |
| ------------ | --------------------- | ------------ |
| Nr.          | Rytter                | Placering    |
| 171          | Patrick Bevin (NZL)   | 32.          |
| 172          | Josef Černý (CZE)     | DNF-7        |
| 173          | Riccardo Zoidl (AUT)  | 35.          |
| 174          | Łukasz Owsian (POL)   | DNF-7        |
| 175          | Joey Rosskopf (USA)   | DNS-3        |
| 176          | Simon Geschke (GER)   | DNF-7        |
| 177          | Laurens ten Dam (NED) | 31.          |

| Burgos-BH BBH | Burgos-BH BBH        | Burgos-BH BBH |
| ------------- | -------------------- | ------------- |
| Nr.           | Rytter               | Placering     |
| 181           | Ricardo Vilela (POR) | 68.           |
| 182           | Ángel Madrazo (ESP)  | DNF-7         |
| 183           | Diego Rubio (ESP)    | DNF-7         |
| 184           | José Neves (POR)     | DNF-4         |
| 185           | Óscar Cabedo (ESP)   | DNF-6         |
| 186           | James Mitri (NZL)    | DNF-7         |
| 187           | Jorge Cubero (ESP)   | DNF-1         |

| Caja Rural-Seguros RGA CJR | Caja Rural-Seguros RGA CJR          | Caja Rural-Seguros RGA CJR |
| -------------------------- | ----------------------------------- | -------------------------- |
| Nr.                        | Rytter                              | Placering                  |
| 191                        | Domingos Gonçalves (POR) (landevej) | DNF-1                      |
| 192                        | Alan Banaszek (POL)                 | DNF-3                      |
| 193                        | Cristián Rodríguez (ESP)            | DNF-7                      |
| 194                        | Gonzalo Serrano (ESP)               |                            |
| 195                        | Álvaro Cuadros (ESP)                | DNS-6                      |
| 196                        | Nelson Soto (COL)                   | DNF-7                      |
| 197                        | Sebastián Mora (ESP)                | DNF-7                      |

| Cofidis, Solutions Crédits COF | Cofidis, Solutions Crédits COF | Cofidis, Solutions Crédits COF |
| ------------------------------ | ------------------------------ | ------------------------------ |
| Nr.                            | Rytter                         | Placering                      |
| 201                            | Jesús Herrada (ESP)            | 42.                            |
| 202                            | Hugo Hofstetter (FRA)          | DNS-3                          |
| 203                            | Jesper Hansen (DEN)            | DNS-3                          |
| 204                            | José Herrada (ESP)             | DNF-2                          |
| 205                            | Natnael Berhane (ERI)          | DNF-7                          |
| 206                            | Luis Ángel Maté (ESP)          | 18.                            |
| 207                            | Darwin Atapuma (COL)           | 16.                            |

| Euskadi Basque Country-Murias EUS | Euskadi Basque Country-Murias EUS | Euskadi Basque Country-Murias EUS |
| --------------------------------- | --------------------------------- | --------------------------------- |
| Nr.                               | Rytter                            | Placering                         |
| 211                               | Fernando Barceló (ESP)            | 53.                               |
| 212                               | Mikel Bizkarra (ESP)              | 43.                               |
| 213                               | Garikoitz Bravo (ESP)             | DNF-7                             |
| 214                               | Óscar Rodríguez (ESP)             | DNF-7                             |
| 215                               | Mikel Aristi (ESP)                | DNF-7                             |
| 216                               | Mikel Iturria (ESP)               | 79.                               |
| 217                               | Sergio Samitier (ESP)             | 97.                               |

| Roompot-Charles ROC | Roompot-Charles ROC      | Roompot-Charles ROC |
| ------------------- | ------------------------ | ------------------- |
| Nr.                 | Rytter                   | Placering           |
| 221                 | Pieter Weening (NED)     | 78.                 |
| 222                 | Huub Duyn (NED)          | DNF-3               |
| 223                 | Oscar Riesebeek (NED)    | 89.                 |
| 224                 | Nick van der Lijke (NED) | 70.                 |
| 225                 | Maurits Lammertink (NED) | 69.                 |
| 226                 | Mathias De Witte (BEL)   | 82.                 |
| 227                 | Arjen Livyns (BEL)       | DNF-1               |

| Arkéa-Samsic PCB | Arkéa-Samsic PCB        | Arkéa-Samsic PCB |
| ---------------- | ----------------------- | ---------------- |
| Nr.              | Rytter                  | Placering        |
| 231              | André Greipel (GER)     | DNS-6            |
| 232              | Warren Barguil (FRA)    | DNF-7            |
| 233              | Anthony Delaplace (FRA) | 90.              |
| 234              | Kévin Ledanois (FRA)    | 62.              |
| 235              | Brice Feillu (FRA)      | 81.              |
| 236              | Florian Vachon (FRA)    | DNF-6            |
| 237              | Amaël Moinard (FRA)     | 64.              |

| Wanty-Gobert WGG | Wanty-Gobert WGG           | Wanty-Gobert WGG |
| ---------------- | -------------------------- | ---------------- |
| Nr.              | Rytter                     | Placering        |
| 241              | Guillaume Martin (FRA)     | 8.               |
| 242              | Xandro Meurisse (BEL)      | DNS-4            |
| 243              | Thomas Degand (BEL)        | 37.              |
| 244              | Odd Christian Eiking (NOR) | 15.              |
| 245              | Fabien Doubey (FRA)        | 24.              |
| 246              | Marco Minnaard (NED)       | 50.              |
| 247              | Bart De Clercq (BEL)       | DNF-7            |

| Movistar Team MOV | Movistar Team MOV                   | Movistar Team MOV |
| ----------------- | ----------------------------------- | ----------------- |
| Nr.               | Rytter                              | Placering         |
| 1                 | Alejandro Valverde (ESP) (landevej) | 10.               |
| 2                 | Nairo Quintana (COL)                | 4.                |
| 3                 | Richard Carapaz (ECU)               | 26.               |
| 4                 | Carlos Verona (ESP)                 | 52.               |
| 5                 | Andrey Amador (CRC)                 | 84.               |
| 6                 | Imanol Erviti (ESP)                 | 85.               |
| 7                 | Marc Soler (ESP)                    | DNF-7             |

| Deceuninck-Quick Step DQT | Deceuninck-Quick Step DQT | Deceuninck-Quick Step DQT |
| ------------------------- | ------------------------- | ------------------------- |
| Nr.                       | Rytter                    | Placering                 |
| 11                        | Enric Mas (ESP)           | 9.                        |
| 12                        | Álvaro Hodeg (COL)        | DNF-5                     |
| 13                        | James Knox (GBR)          | 25.                       |
| 14                        | Dries Devenyns (BEL)      | DNF-7                     |
| 15                        | Eros Capecchi (ITA)       | DNF-7                     |
| 16                        | Fabio Sabatini (ITA)      | DNF-7                     |
| 17                        | Petr Vakoč (CZE)          | 95.                       |

| Team Sky SKY | Team Sky SKY           | Team Sky SKY |
| ------------ | ---------------------- | ------------ |
| Nr.          | Rytter                 | Placering    |
| 21           | Chris Froome (GBR)     | 94.          |
| 22           | Egan Bernal (COL)      | 3.           |
| 23           | Iván Sosa (COL)        | 41.          |
| 24           | Pavel Sivakov (RUS)    | 30.          |
| 25           | Jhonatan Narváez (ECU) | 63.          |
| 26           | Sebastián Henao (COL)  | 49.          |
| 27           | Christian Knees (GER)  | DNF-7        |

| Bora-Hansgrohe BOH | Bora-Hansgrohe BOH          | Bora-Hansgrohe BOH |
| ------------------ | --------------------------- | ------------------ |
| Nr.                | Rytter                      | Placering          |
| 31                 | Maximilian Schachmann (GER) | 12.                |
| 32                 | Davide Formolo (ITA)        | 20.                |
| 33                 | Rafał Majka (POL)           | 7.                 |
| 34                 | Erik Baška (SVK)            | DNF-2              |
| 35                 | Gregor Mühlberger (AUT)     | 39.                |
| 36                 | Jay McCarthy (AUS)          | DNF-7              |
| 37                 | Andreas Schillinger (GER)   | DNF-7              |

| Mitchelton-Scott MTS | Mitchelton-Scott MTS         | Mitchelton-Scott MTS |
| -------------------- | ---------------------------- | -------------------- |
| Nr.                  | Rytter                       | Placering            |
| 41                   | Simon Yates (GBR)            | 13.                  |
| 42                   | Daryl Impey (RSA) (landevej) | 66.                  |
| 43                   | Adam Yates (GBR)             | 2.                   |
| 44                   | Dion Smith (NZL)             | 54.                  |
| 45                   | Michael Albasini (SUI)       | DNF-7                |
| 46                   | Tsgabu Grmay (ETH)           | 51.                  |
| 47                   | Esteban Chaves (COL)         | 34.                  |

| Astana AST | Astana AST                     | Astana AST |
| ---------- | ------------------------------ | ---------- |
| Nr.        | Rytter                         | Placering  |
| 51         | Miguel Ángel López (COL)       | 1.         |
| 52         | Pello Bilbao (ESP)             | 28.        |
| 53         | Merhawi Kudus (ERI) (landevej) | 27.        |
| 54         | Davide Villella (ITA)          | 45.        |
| 55         | Andrej Zejts (KAZ)             | 22.        |
| 56         | Rodrigo Contreras (COL)        | DNF-7      |
| 57         | Jonas Gregaard (DEN)           | 88.        |

| Bahrain-Merida TBM | Bahrain-Merida TBM        | Bahrain-Merida TBM |
| ------------------ | ------------------------- | ------------------ |
| Nr.                | Rytter                    | Placering          |
| 61                 | Damiano Caruso (ITA)      | 19.                |
| 62                 | Hermann Pernsteiner (AUT) | 14.                |
| 63                 | Grega Bole (SLO)          | 73.                |
| 64                 | Andrea Garosio (ITA)      | 67.                |
| 65                 | Phil Bauhaus (GER)        | DNF-7              |
| 66                 | Antonio Nibali (ITA)      | 83.                |
| 67                 | Valerio Agnoli (ITA)      | DNF-7              |

| Team Sunweb SUN | Team Sunweb SUN        | Team Sunweb SUN |
| --------------- | ---------------------- | --------------- |
| Nr.             | Rytter                 | Placering       |
| 71              | Michael Matthews (AUS) | 59.             |
| 72              | Wilco Kelderman (NED)  | DNF-5           |
| 73              | Robert Power (AUS)     | 99.             |
| 74              | Chris Hamilton (AUS)   | DNF-7           |
| 75              | Jan Bakelants (BEL)    | 65.             |
| 76              | Michael Storer (AUS)   | DNF-7           |
| 77              | Lennard Kämna (GER)    | 80.             |

| Team Jumbo-Visma TJV | Team Jumbo-Visma TJV    | Team Jumbo-Visma TJV |
| -------------------- | ----------------------- | -------------------- |
| Nr.                  | Rytter                  | Placering            |
| 81                   | Steven Kruijswijk (NED) | 5.                   |
| 82                   | Antwan Tolhoek (NED)    | DNF-7                |
| 83                   | Sepp Kuss (USA)         | DNF-7                |
| 84                   | Floris De Tier (BEL)    | 47.                  |
| 85                   | Tom Leezer (NED)        | DNF-7                |
| 86                   | Lennard Hofstede (NED)  | 60.                  |
| 87                   | Bert-Jan Lindeman (NED) | DNF-7                |

| AG2R La Mondiale ALM | AG2R La Mondiale ALM    | AG2R La Mondiale ALM |
| -------------------- | ----------------------- | -------------------- |
| Nr.                  | Rytter                  | Placering            |
| 91                   | Romain Bardet (FRA)     | DNF-7                |
| 92                   | Tony Gallopin (FRA)     | DNF-7                |
| 93                   | François Bidard (FRA)   | 57.                  |
| 94                   | Alexis Gougeard (FRA)   | 91.                  |
| 95                   | Geoffrey Bouchard (FRA) | 76.                  |
| 96                   | Axel Domont (FRA)       | DNF-5                |
| 97                   | Ben Gastauer (LUX)      | 55.                  |

| UAE Team Emirates UAD | UAE Team Emirates UAD       | UAE Team Emirates UAD |
| --------------------- | --------------------------- | --------------------- |
| Nr.                   | Rytter                      | Placering             |
| 101                   | Daniel Martin (IRL)         | 23.                   |
| 102                   | Aljaksandr Rabusjenka (BLR) | 92.                   |
| 103                   | Rui Oliveira (POR)          | DNF-4                 |
| 104                   | Edward Ravasi (ITA)         | 72.                   |
| 105                   | Simone Petilli (ITA)        | 48.                   |
| 106                   | Cristian Camilo Muñoz (COL) | 58.                   |
| 107                   | Rory Sutherland (AUS)       | 87.                   |

| Trek-Segafredo TFS | Trek-Segafredo TFS      | Trek-Segafredo TFS |
| ------------------ | ----------------------- | ------------------ |
| Nr.                | Rytter                  | Placering          |
| 111                | Richie Porte (AUS)      | 38.                |
| 112                | Giulio Ciccone (ITA)    | 29.                |
| 113                | Michael Gogl (AUT)      | DNF-4              |
| 114                | Peter Stetina (USA)     | 61.                |
| 115                | Niklas Eg (DEN)         | 77.                |
| 116                | Jarlinson Pantano (COL) | DNF-1              |
| 117                | William Clarke (AUS)    | DNF-4              |

| Groupama-FDJ GFC | Groupama-FDJ GFC                  | Groupama-FDJ GFC |
| ---------------- | --------------------------------- | ---------------- |
| Nr.              | Rytter                            | Placering        |
| 121              | Thibaut Pinot (FRA)               | 11.              |
| 122              | Sébastien Reichenbach (SUI)       | 33.              |
| 123              | Tobias Ludvigsson (SWE)           | 56.              |
| 124              | Kilian Frankiny (SUI)             | 86.              |
| 125              | Steve Morabito (SUI) (landevej)   | DNF-1            |
| 126              | Antoine Duchesne (CAN) (landevej) | 98.              |
| 127              | Benoît Vaugrenard (FRA)           | DNF-7            |

| Lotto-Soudal LTS | Lotto-Soudal LTS      | Lotto-Soudal LTS |
| ---------------- | --------------------- | ---------------- |
| Nr.              | Rytter                | Placering        |
| 131              | Jelle Vanendert (BEL) | 74.              |
| 132              | Bjorg Lambrecht (BEL) | 44.              |
| 133              | Thomas De Gendt (BEL) | 36.              |
| 134              | Maxime Monfort (BEL)  | DNS-5            |
| 135              | Rémy Mertz (BEL)      | DNF-4            |
| 136              | Sander Armée (BEL)    | 96.              |
| 137              | Harm Vanhoucke (BEL)  | DNF-7            |

| EF Education First EF1 | EF Education First EF1   | EF Education First EF1 |
| ---------------------- | ------------------------ | ---------------------- |
| Nr.                    | Rytter                   | Placering              |
| 141                    | Michael Woods (CAN)      | 6.                     |
| 142                    | Tejay van Garderen (USA) | DNF-7                  |
| 143                    | Hugh Carthy (GBR)        | DNF-7                  |
| 144                    | Tanel Kangert (EST)      | 40.                    |
| 145                    | Jonathan Caicedo (ECU)   | DNF-7                  |
| 146                    | Joe Dombrowski (USA)     | 21.                    |
| 147                    | Nathan Brown (USA)       | 75.                    |

| Katusha-Alpecin TKA | Katusha-Alpecin TKA   | Katusha-Alpecin TKA |
| ------------------- | --------------------- | ------------------- |
| Nr.                 | Rytter                | Placering           |
| 151                 | Nathan Haas (AUS)     | DNF-3               |
| 152                 | Ilnur Sakarin (RUS)   | 17.                 |
| 153                 | Simon Špilak (SLO)    | DNF-4               |
| 154                 | Daniel Navarro (ESP)  | 46.                 |
| 155                 | Steff Cras (BEL)      | DNF-7               |
| 156                 | Matteo Fabbro (ITA)   | 71.                 |
| 157                 | Pavel Kotjetkov (RUS) | DNF-7               |

| Dimension Data TDD | Dimension Data TDD               | Dimension Data TDD |
| ------------------ | -------------------------------- | ------------------ |
| Nr.                | Rytter                           | Placering          |
| 161                | Enrico Gasparotto (ITA)          | DNS-5              |
| 162                | Gino Mäder (SUI)                 | DNF-2              |
| 163                | Ryan Gibbons (RSA)               | DNF-7              |
| 164                | Ben O'Connor (AUS)               | DNF-7              |
| 165                | Amanuel Ghebreigzabhier (ERI)    | 100.               |
| 166                | Danilo Wyss (SUI)                | 93.                |
| 167                | Jacques Janse van Rensburg (RSA) | DNF-7              |

| CCC Team CPT | CCC Team CPT          | CCC Team CPT |
| ------------ | --------------------- | ------------ |
| Nr.          | Rytter                | Placering    |
| 171          | Patrick Bevin (NZL)   | 32.          |
| 172          | Josef Černý (CZE)     | DNF-7        |
| 173          | Riccardo Zoidl (AUT)  | 35.          |
| 174          | Łukasz Owsian (POL)   | DNF-7        |
| 175          | Joey Rosskopf (USA)   | DNS-3        |
| 176          | Simon Geschke (GER)   | DNF-7        |
| 177          | Laurens ten Dam (NED) | 31.          |

| Burgos-BH BBH | Burgos-BH BBH        | Burgos-BH BBH |
| ------------- | -------------------- | ------------- |
| Nr.           | Rytter               | Placering     |
| 181           | Ricardo Vilela (POR) | 68.           |
| 182           | Ángel Madrazo (ESP)  | DNF-7         |
| 183           | Diego Rubio (ESP)    | DNF-7         |
| 184           | José Neves (POR)     | DNF-4         |
| 185           | Óscar Cabedo (ESP)   | DNF-6         |
| 186           | James Mitri (NZL)    | DNF-7         |
| 187           | Jorge Cubero (ESP)   | DNF-1         |

| Caja Rural-Seguros RGA CJR | Caja Rural-Seguros RGA CJR          | Caja Rural-Seguros RGA CJR |
| -------------------------- | ----------------------------------- | -------------------------- |
| Nr.                        | Rytter                              | Placering                  |
| 191                        | Domingos Gonçalves (POR) (landevej) | DNF-1                      |
| 192                        | Alan Banaszek (POL)                 | DNF-3                      |
| 193                        | Cristián Rodríguez (ESP)            | DNF-7                      |
| 194                        | Gonzalo Serrano (ESP)               |                            |
| 195                        | Álvaro Cuadros (ESP)                | DNS-6                      |
| 196                        | Nelson Soto (COL)                   | DNF-7                      |
| 197                        | Sebastián Mora (ESP)                | DNF-7                      |

| Cofidis, Solutions Crédits COF | Cofidis, Solutions Crédits COF | Cofidis, Solutions Crédits COF |
| ------------------------------ | ------------------------------ | ------------------------------ |
| Nr.                            | Rytter                         | Placering                      |
| 201                            | Jesús Herrada (ESP)            | 42.                            |
| 202                            | Hugo Hofstetter (FRA)          | DNS-3                          |
| 203                            | Jesper Hansen (DEN)            | DNS-3                          |
| 204                            | José Herrada (ESP)             | DNF-2                          |
| 205                            | Natnael Berhane (ERI)          | DNF-7                          |
| 206                            | Luis Ángel Maté (ESP)          | 18.                            |
| 207                            | Darwin Atapuma (COL)           | 16.                            |

| Euskadi Basque Country-Murias EUS | Euskadi Basque Country-Murias EUS | Euskadi Basque Country-Murias EUS |
| --------------------------------- | --------------------------------- | --------------------------------- |
| Nr.                               | Rytter                            | Placering                         |
| 211                               | Fernando Barceló (ESP)            | 53.                               |
| 212                               | Mikel Bizkarra (ESP)              | 43.                               |
| 213                               | Garikoitz Bravo (ESP)             | DNF-7                             |
| 214                               | Óscar Rodríguez (ESP)             | DNF-7                             |
| 215                               | Mikel Aristi (ESP)                | DNF-7                             |
| 216                               | Mikel Iturria (ESP)               | 79.                               |
| 217                               | Sergio Samitier (ESP)             | 97.                               |

| Roompot-Charles ROC | Roompot-Charles ROC      | Roompot-Charles ROC |
| ------------------- | ------------------------ | ------------------- |
| Nr.                 | Rytter                   | Placering           |
| 221                 | Pieter Weening (NED)     | 78.                 |
| 222                 | Huub Duyn (NED)          | DNF-3               |
| 223                 | Oscar Riesebeek (NED)    | 89.                 |
| 224                 | Nick van der Lijke (NED) | 70.                 |
| 225                 | Maurits Lammertink (NED) | 69.                 |
| 226                 | Mathias De Witte (BEL)   | 82.                 |
| 227                 | Arjen Livyns (BEL)       | DNF-1               |

| Arkéa-Samsic PCB | Arkéa-Samsic PCB        | Arkéa-Samsic PCB |
| ---------------- | ----------------------- | ---------------- |
| Nr.              | Rytter                  | Placering        |
| 231              | André Greipel (GER)     | DNS-6            |
| 232              | Warren Barguil (FRA)    | DNF-7            |
| 233              | Anthony Delaplace (FRA) | 90.              |
| 234              | Kévin Ledanois (FRA)    | 62.              |
| 235              | Brice Feillu (FRA)      | 81.              |
| 236              | Florian Vachon (FRA)    | DNF-6            |
| 237              | Amaël Moinard (FRA)     | 64.              |

| Wanty-Gobert WGG | Wanty-Gobert WGG           | Wanty-Gobert WGG |
| ---------------- | -------------------------- | ---------------- |
| Nr.              | Rytter                     | Placering        |
| 241              | Guillaume Martin (FRA)     | 8.               |
| 242              | Xandro Meurisse (BEL)      | DNS-4            |
| 243              | Thomas Degand (BEL)        | 37.              |
| 244              | Odd Christian Eiking (NOR) | 15.              |
| 245              | Fabien Doubey (FRA)        | 24.              |
| 246              | Marco Minnaard (NED)       | 50.              |
| 247              | Bart De Clercq (BEL)       | DNF-7            |